# Gelawdewos
Gelawdewos, död 1559, var kejsare av Etiopien mellan 1540 och 1559.